# The Hunger for More
The Hunger for More – debiutancki album amerykańskiego rapera Lloyda Banksa, wydany w 2004. Płytę promowały single "On Fire", "I'm So Fly", i "Karma" do których powstały teledyski.
Gościnnie na albumie wystąpili tacy artyści jak 50 Cent, Tony Yayo, Eminem, Snoop Dogg czy Nate Dogg.

## Sprzedaż i certyfikaty
The Hunger for More zadebiutował na 1. miejscu listy Billboard 200 ze sprzedażą 433.500 egzemplarzy w pierwszy tygodniu. Od tamtego czasu album uzyskał certyfikat platynowej płyty w USA, przyznany przez RIAA oraz taki sam certyfikat w Kanadzie.

## Lista utworów
| #   | Tytuł                                                | Producent(ci)              | Czas |
| --- | ---------------------------------------------------- | -------------------------- | ---- |
| 1   | "Ain't No Click" (feat. Tony Yayo)                   | Havoc                      | 4:25 |
| 2   | "Playboy" (feat. DJ Whoo Kid)                        | Ron Browz                  | 4:32 |
| 3   | "Warrior"                                            | Thayod Ausar               | 2:47 |
| 4   | "On Fire"                                            | K1 Mil, Eminem (co.)       | 3:07 |
| 5   | "I Get High" (feat. 50 Cent & Snoop Dogg)            | Hi-Tek                     | 4:09 |
| 6   | "I'm So Fly"                                         | Timbaland, Danja (co.)     | 4:00 |
| 7   | "Work Magic" (feat. Young Buck)                      | Scram Jones                | 4:27 |
| 8   | "If You So Gangsta"                                  | Chad Beatz & Sha Money XL  | 3:31 |
| 9   | "Warrior Part 2" (feat. Eminem, 50 Cent & Nate Dogg) | Eminem                     | 3:38 |
| 10  | "Karma" (feat. Kevin Cossom)                         | Greg "Ginx" Doby           | 4:38 |
| 11  | "When The Chips Are Down" (feat. The Game)           | Black Jeruz & Sha Money XL | 3:39 |
| 12  | "Til The End" (feat. Nate Dogg)                      | Eminem                     | 5:09 |
| 13  | "Die One Day"                                        | Baby Grand                 | 3:14 |
| 14  | "South Side Story"                                   | Diaz Brothers              | 4:10 |
| 15* | "Just Another Day"                                   | Tone Capone                | 3:29 |
| 16* | "Take A Good Look" (UK Bonus Track)                  | J-Hen                      | 2:53 |

## Notowania
| Notowanie (2004)       | Pozycja |
| ---------------------- | ------- |
| MegaCharts             | 83      |
| SNEP                   | 37      |
| Media Control Charts   | 45      |
| Irish Albums Chart     | 36      |
| Schweizer Hitparade    | 65      |
| UK Albums Chart        | 15      |
| Canadian Albums Chart  | 2       |
| Billboard 200          | 1       |
| Top R&B/Hip-Hop Albums | 1       |